# Dendrocnide luzonensis
Dendrocnide luzonensis är en nässelväxtart som först beskrevs av Hugh Algernon Weddell, och fick sitt nu gällande namn av Chew. Dendrocnide luzonensis ingår i släktet Dendrocnide och familjen nässelväxter. Utöver nominatformen finns också underarten D. l. anacardioides.